# Operophtera tenerata
Operophtera tenerata là một loài bướm đêm trong họ Geometridae.